# Kirchdorf (Diepholz)
Kirchdorf is een gemeente in de Duitse deelstaat Nedersaksen. De gemeente maakt deel uit van de Samtgemeinde Kirchdorf in het Landkreis Diepholz. Kirchdorf telt 2.247 inwoners.

## Plaatsen in de gemeente Kirchdorf
- Bahrenborstel
- Holzhausen
- Kirchdorf
- Kuppendorf
- Scharringhausen
- Woltringhausen

- Gemeinsame Normdatei: 4313586-9
- Library of Congress Control Number: n97097737
- Nationale Bibliotheek van Israël: 987007545167705171
- Virtual International Authority File: 135045279
- WorldCat: E39PBJqkcqtycp47RYvhyj74MP